# Famille Sitwell

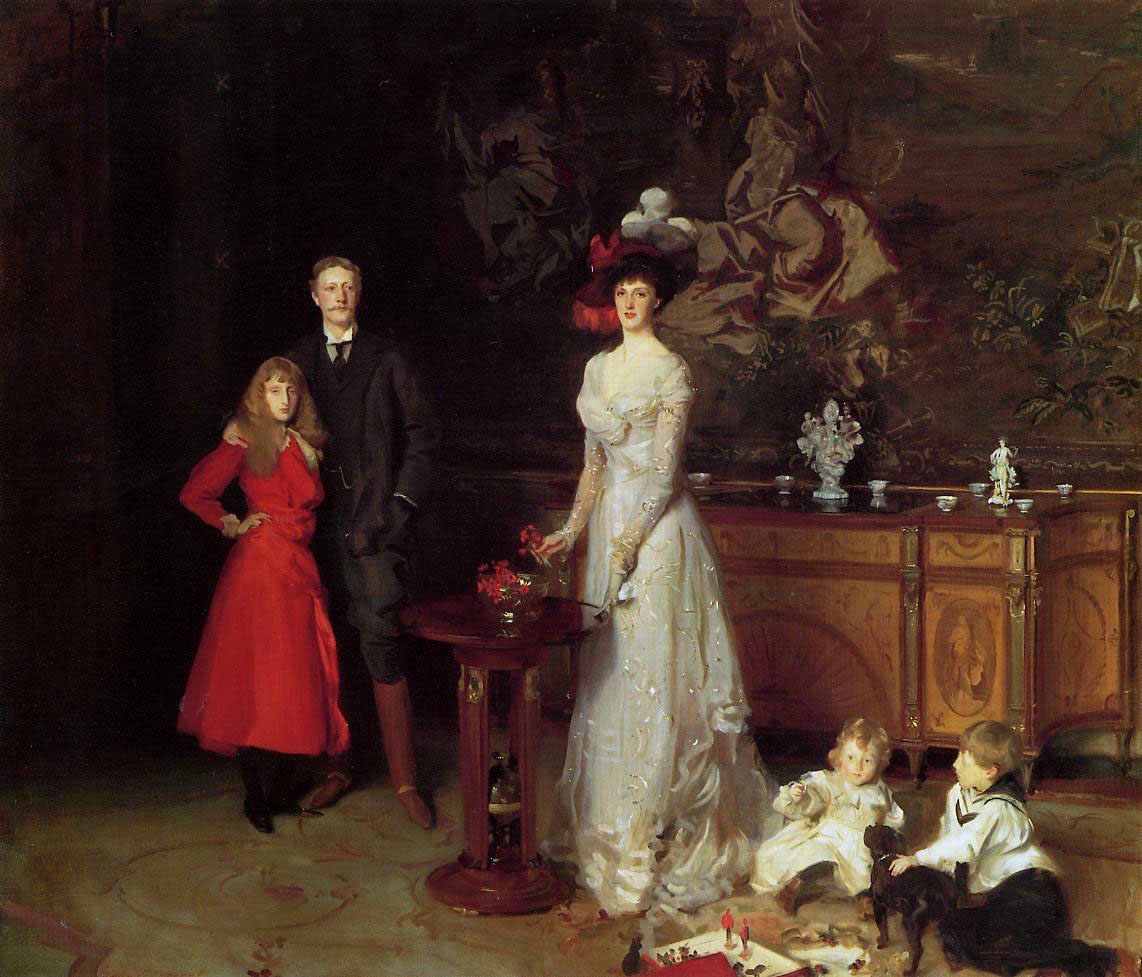
De gauche à droite : Edith Sitwell (1887–1964), Sir George Sitwell, Lady Ida, Sacheverell Sitwell (1897–1988) et Osbert Sitwell (1892–1969) par John Singer Sargent, The Sitwell Family (1900).

La famille Sitwell, issue de la noblesse britannique, est surtout connue grâce à trois écrivains, Edith Sitwell (1887–1964) et ses deux frères Osbert Sitwell (1892–1969) et Sacheverell Sitwell (1897–1988). Leur père était l'excentrique Sir George Sitwell.
De la Première Guerre mondiale au début des années 1930, les trois frères et sœur formèrent à Londres un cénacle littéraire en rivalité avec le Bloomsbury Group. 

## Origines de la famille

Armoiries de Sitwell : Fascé de huit pièces d’or et de sinople, à trois lions (ou lionceaux) de sable.

La première personne du nom était un Simon Sitwell, de la paroisse de Eckington en Derbyshire, qui en 1301 a été trouvé d'être le fils d'un Walter de Boys, qui était mort en pèlerinage à la Terre Sainte. La famille a été associée avec cette ville jamais après.
Dans la Première Révolution anglaise du XVIIe siècle un George Sitwell a défendu sa maison, Renishaw, près de Eckington, dans le nom du Roi. Il était amendé par les Parlementaires, mais restitué au faveur après la Restauration anglaise. La ligne originale de la famille est devenu éteinte en 1776, avec le mort d'un William Sitwell, et son neveu, Francis Hurt, a décidé de changer son nom à Sitwell, le nom célibataire de sa mère. Son fils aîné s'appelait Sitwell Sitwell, a été fait un baronnet par le Prince Régent en 1808, le premier de la famille à tenir le titre, et le château de Renishaw continuait d'être le siège de la famille.
Sir George Sitwell, le quatrième baronnet et arrière-petit-fils de Sitwell Sitwell, a succédé son père à l'âge de deux ans et en 1886 il s'est marié avec Lady Ida Denison, la fille du premier Comte de Londesborough.
Les armoiries de la famille sont : Fascé de huit pièces d’or et de sinople, à trois lions (ou lionceaux) de sable. La devise de la famille est : Ne cede malis (latin : Ne cédez pas au mal).

## Wheels

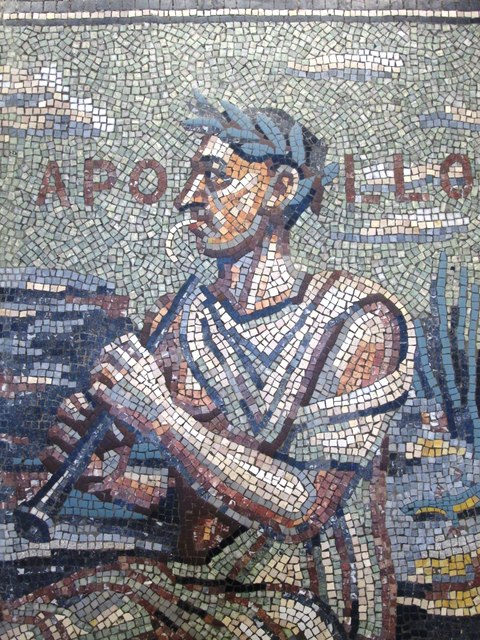
Osbert Sitwell en Apollon, mosaïque de Boris Anrep (1933), National Gallery, Londres.

L'aventure littéraire que partagèrent Edith, Osbert et Sacheverell Sitwell fut une série d'anthologies de poésie intitulées Wheels qu'ils éditèrent à partir de 1916. 
Wheels publia en 1916 : Nancy Cunard,
Arnold James, 
V. T. Perowne,  
Helen Rootham, 
Edith Sitwell,
Osbert Sitwell, 
Sacheverell Sitwell,
E. W. Tennant,
Iris Tree.

Wheels publia en 1917 : Aldous Huxley, Arnold James, Helen Rootham,
Edith Sitwell, 
Osbert Sitwell,  
Sacheverell Sitwell,  
E. W. Tennant,
Iris Tree,
Sherard Vines.

Wheels publia en 1918 : Alvaro Guevara,
Aldous Huxley,  
Arnold James,
Edith Sitwell,  
Osbert Sitwell, 
Sacheverell Sitwell,  
Iris Tree,
Sherard Vines.

Wheels publia en 1919 : Aldous Huxley,  
Arnold James,
Wilfred Owen,  
Francesco Quevedo,  
Edith Sitwell,  
Osbert Sitwell,  
Sacheverell Sitwell,  
Iris Tree,
Sherard Vines.

Wheels publia en 1920 : John J. Adams,  
Leah McTavish Cohen, 
Geoffrey Cookson,  
Aldous Huxley,  
Alan Porter, 
William Kean Seymour,  
Edith Sitwell,
Osbert Sitwell,
Sacheverell Sitwell,  
Sherard Vines.

Wheels publia en 1921 : H. R. Barber,  
Aldous Huxley,
Charles Orange,  
Alan Porter,  
Augustine Rivers, 
Paul Selver, 
Edith Sitwell,
Osbert Sitwell, 
Sacheverell Sitwell, 
Sherard Vines.